# X-FAB
X-FAB Silicon Foundries (dt. X-FAB Halbleiterwerke) ist ein börsennotierter Betreiber von Halbleiter-Foundries. Der formale Sitz der Konzern-Holding X-FAB Silicon Foundries SE ist Tessenderlo in Belgien, während sich die operative Zentrale X-FAB Semiconductor Foundries GmbH im Erfurter Industriegebiet Südost zwischen Melchendorf und Windischholzhausen befindet. Haupttätigkeitsfeld ist die Herstellung von kundenspezifischen integrierten Analog- und Mixed-Signal-Schaltkreisen v. a. für die Automobilindustrie, für die Luft- und Raumfahrtindustrie und sonstige industrielle Anwendungen. Insbesondere die Produktion von Hochvoltschaltkreisen bis zu 700 V steht dabei im Vordergrund. Dabei fertigt X-FAB Schaltkreise mit Strukturgrößen von 1,0 µm bis 130 nm auf 15-cm- und 20-cm-Wafern (2020).
Zusätzlich zur Herstellung von ICs nimmt die Produktion von MEMS in den letzten Jahren ein immer größeres Volumen ein. Mittlerweile bietet die Foundry in Lubbock die Möglichkeit, 15-cm-Wafer aus Siliziumkarbid (SiC) zu prozessieren.

## Geschichte
Das Unternehmen ging aus Teilen des ehemaligen DDR-Halbleiter-Kombinats VEB Mikroelektronik Karl Marx (Kombinat Mikroelektronik Erfurt) hervor, das seit 1989 seinen Hauptsitz und einige Fertigungsstätten in Erfurt hatte. Das 1978 gebildete Kombinat war ein Zusammenschluss von Halbleiterherstellern der DDR an verschiedenen Standorten, darunter bis 1986 auch das Zentrum Mikroelektronik Dresden (ZMD).
Infolge der deutschen Wiedervereinigung erfolgte die Zerschlagung des Kombinats sowie eine teilweise Privatisierung der Einzelbetriebe. Die Einrichtungen in Erfurt wurden 1992 unter anderem in die X-FAB Gesellschaft zur Fertigung von Wafern mbH (Fertigung) – als ein Teil des Unternehmens Melexis N.V. – sowie die Thesys Gesellschaft für Mikroelektronik mbH (Entwurf) teilprivatisiert. Beide wurden zusammen 1999 an das belgische Unternehmen ELEX N.V. verkauft (vorheriger Eigentümer war zum Teil der Freistaat Thüringen).
Die Fertigung von ZMD in Dresden wurde 2007 übernommen, das Werk hat 500 Beschäftigte. Die Halbleiterfabrik in Plymouth, Großbritannien, wurde im Dezember 2009 an Plus Semi (seit 2010 Plessey Semiconductors) verkauft. 2016 übernahm X-Fab die insolvente Firma Altis Semiconductor in Frankreich.
X-Fab verfügt über 6 Fertigungsstätten, welche sich in Deutschland (Erfurt, Dresden und Itzehoe), Frankreich (Corbeil-Essonnes), Malaysia (Kuching) und in den USA (Lubbock) befinden. Das Werk in Itzehoe ist eine Ausgründung des Fraunhofer-Instituts für Siliziumtechnologie. Die Gruppe beschäftigt weltweit etwa 3.800 Mitarbeiter und erwirtschaftete 2007 einen Umsatz von 299,3 Mio. Euro. 2009 waren es nur noch 210,5 Mio. US-Dollar (151,1 Mio. Euro), 2010 dann 317 Mio. US-Dollar (222,4 Mio. Euro). Chief Executive Officer war bis 2014 für 22 Jahre Hans-Jürgen Straub, der von dem Belgier Rudi de Winter abgelöst wurde.